# Bank of Toronto
Bank of Toronto foi um banco canadense fundado em 1855 por um grupo de revendedores de grãos e moinhos de farinha. Em 1 de fevereiro de 1955, fundiu-se com o The Dominion Bank para formar o Toronto-Dominion Bank. Seu primeiro presidente foi James Grant Chewett.

## História
Em julho de 1856, o Bank of Toronto abriu seus escritórios na 78 Church Street, Toronto, com uma equipe de três pessoas e começou imediatamente o desenvolvimento de uma rede provincial de agências. Thomas Clarkson, um dos principais participantes do crescente comércio de Toronto, serviu como um dos primeiros diretores de 1856 a 1858, liderando o Banco na depressão de 1857. Em 1860, abriu sua primeira filial fora de Ontário (então Canadá Oeste), em Montreal, Canadá Leste.
O Bank of Toronto estabeleceu-se como um banco eficiente, lucrativo, mas essencialmente conservador até o século XIX. Manteve uma reserva muito alta contra seu capital e desfrutou do preço mais alto de qualquer banco do Canadá. O crescimento foi muito lento e deliberado, com algumas novas agências abertas em centros regionais emergentes. Os principais clientes continuaram sendo agricultores, comerciantes e processadores de produtos agrícolas (moleiros, cervejeiros, destiladores).
Com o amadurecimento da economia canadense e a abertura do norte de Ontário e do Ocidente nas décadas de 1880 e 1890, os bancos se tornaram mais agressivos em empréstimos a indústrias de recursos, serviços públicos e manufatura. Em 1899, o Bank of Toronto abriu uma filial na cidade mineira de Rossland, na Colúmbia Britânica. Na primeira década do século XX, os bancos expandiram rapidamente suas redes de agências no centro do Canadá e no oeste.
Para marcar sua ascensão como importantes instituições nacionais, o Bank of Toronto mudou-se para um grande prédio novo na esquina das ruas King e Bay em Toronto em 1913.
A Primeira Guerra Mundial trouxe novos desafios para os dois bancos quando foram chamados a financiar gastos de guerra e a apoiar a inovação de títulos de guerra comercializados para o público em geral. Metade da equipe dos dois bancos serviu nas forças armadas.

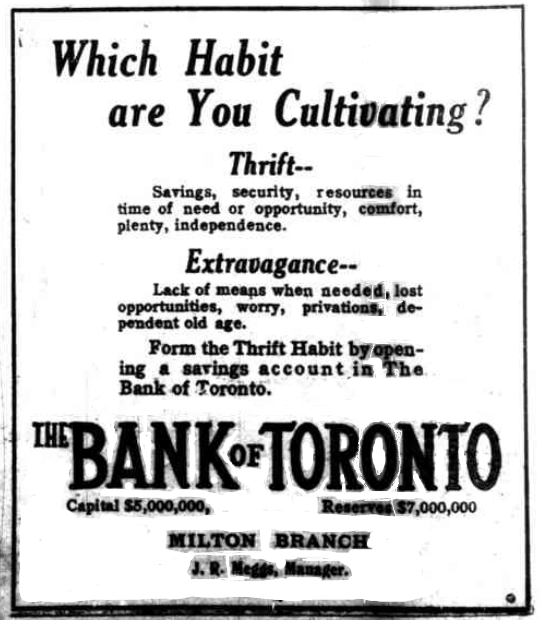
Anúncio de jornal de 1922 para o banco, promovendo serviços aos agricultores.

Exceto por alguma contração nas províncias ocidentais devido à seca, a década seguinte à guerra foi de expansão e aumento da lucratividade devido ao desenvolvimento de recursos e à expansão industrial. O banco resistiu à tempestade de depressão na década de 1930 sem grandes dificuldades, apesar do declínio nos lucros. Como todos os bancos canadenses, eles sofreram críticas a suas políticas de crédito e resistiram à introdução de um banco central para controlar o suprimento de dinheiro e aconselhar sobre política fiscal. Por fim, o Banco do Canadá foi estabelecido e os bancos renunciaram ao seu direito de emitir sua própria moeda.
A chegada da Segunda Guerra Mundial envolveu os bancos, mais uma vez, na comercialização de títulos de guerra e na participação no controle de câmbio, racionamento e outras medidas financeiras de guerra. Aproximadamente 500 funcionários, ou quase metade do total, entraram nas forças armadas.
O Bank of Toronto emergiu da guerra em 1945, mais forte do que nunca, com ativos mais que dobrando desde 1939. Com o boom do pós-guerra, eles se tornaram mais ativos nos empréstimos às empresas e na penetração de novos mercados. No entanto, eles rapidamente perceberam que os custos de expansão e competição com rivais muito maiores dificultavam seus objetivos. Nenhum banco havia se envolvido em aquisições ou fusões para crescer, mas ambos determinaram que uma união com um banco de tamanho igual os colocaria em uma posição muito mais forte para aproveitar as oportunidades da economia do pós-guerra.

## Arquitetura
O Bank of Toronto, em Winnipeg, Manitoba, erguido em 1905-06, está no Registro de Lugares Históricos do Canadá. O Bank of Toronto, na 205 Yonge Street, em Toronto, Ontário, construído em 1905, está no Registro de Lugares Históricos do Canadá. O Bank of Toronto Building, em Victoria, British Columbia, construído em 1951, está no Registro de Lugares Históricos do Canadá. O Bank of Toronto Building em Chaplin, Saskatchewan, construído em 1915, está no Registro de Lugares Históricos do Canadá. O Bank of Toronto Vault em Turtle Mountain, Manitoba, concluído em 1919, está no Registro de Lugares Históricos do Canadá. Andrew Taylor projetou o Bank of Toronto na St. James Street & McGill Street, que foi erguida em 1893-94.

## Amalgamação
Em 1954, começaram as negociações entre o Bank of Toronto e o Dominion Bank e, até o final do ano, foi alcançado um acordo de fusão. Em seu comunicado ao Ministro das Finanças, os bancos declararam: "É mais oneroso para um pequeno banco acompanhar o desenvolvimento de nosso país do que para um grande banco, com o resultado de que o crescimento efetivo e a influência comparativa de bancos menores provavelmente cairá no futuro em comparação com o dos grandes bancos".
Em 1º de novembro de 1954, o ministro das Finanças do Canadá anunciou que a fusão foi aceita e os acionistas foram solicitados a aprovar. Isso ocorreu em dezembro e em 1º de fevereiro de 1955, o Bank of Toronto e o The Dominion Bank se tornaram o Toronto-Dominion Bank.
O edifício na 78 Church Street foi listado no Inventário da Propriedade Patrimonial da Cidade de Toronto em 14 de agosto de 1991, na esperança de preservar alguns de seus atributos físicos históricos.

## Galeria

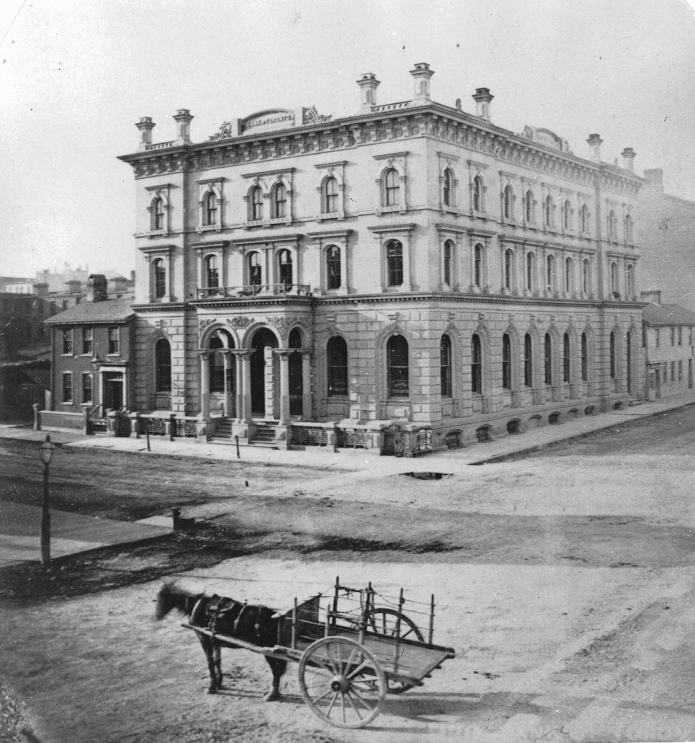
Sede do Bank of Toronto (ruas da Igreja e Wellington, Toronto 1868) até 1915
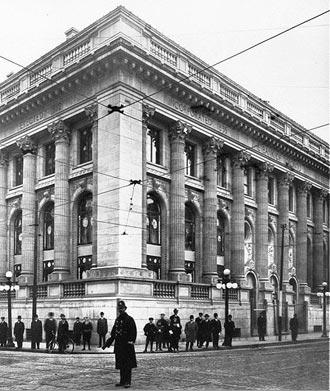
Sede do Bank of Toronto (ruas Bay e King, Toronto) 1915-1955
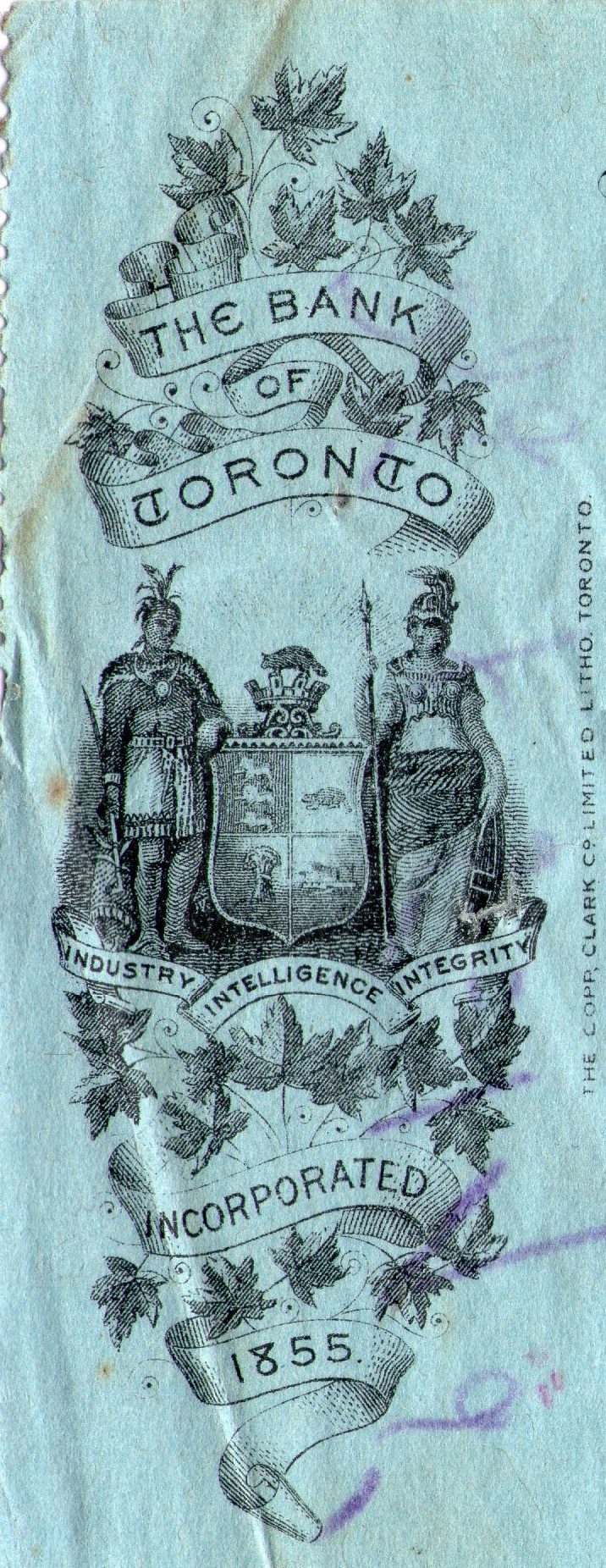
Logotipo do Bank of Toronto de 189_cheque. Mostrando incorporação em 1855.